# Psychoda pontina
Psychoda pontina är en tvåvingeart som beskrevs av Sara 1953. Psychoda pontina ingår i släktet Psychoda och familjen fjärilsmyggor. Inga underarter finns listade i Catalogue of Life.